# Methven (Schottland)
Methven, schottisch-gälisch: Meadhainnigh, ist eine schottische Ortschaft in der Council Area Perth and Kinross. Sie liegt in der traditionellen Grafschaft Perthshire rund acht Kilometer westlich von Perth.

## Geschichte
Im Mittelalter zählten die Ländereien zum Besitz der Familie Mowbray, deren normannische Vorfahren mit Wilhelm dem Eroberer nach Britannien kamen. Sie errichteten dort eine Burg, einen Vorläufer des heutigen Tower House Methven Castle.
Im Rahmen der schottischen Unabhängigkeitskriege fand 1306 mit der Schlacht bei Methven eine entscheidende Schlacht statt. 1323 konfiszierte Robert the Bruce die Baronie und schenkte Methven seinem Schwiegersohn Walter. Die Lordschaft Methven erhielt sein Neffe John Campbell, der zum Earl of Atholl erhoben wurde. Nach der Verwirkung des Titels 1437 ging Methven in den schottischen Kronbesitz über. Mit der Installation Henry Stewarts als Lord Methven im Jahre 1528 wurde das Baronat aus dem Kronbesitz gelöst und als Lordschaft etabliert. 1584 ging Methven an die Dukes of Lennox über.
Ein Kollegiatstift wurde 1433 in Methven eingerichtet. Aus diesem geht die heutige Methven Parish Church hervor.
Zwischen 1861 und 1881 sank die Einwohnerzahl Methvens von 950 auf 751 ab. Wurden 1961 in Methven 791 Personen gezählt, so war die Zahl bis 2011 auf 1090 angestiegen.

## Verkehr
Die von Dundee nach Oban führende A85 verläuft durch Methven und schließt die Ortschaft an das britische Fernverkehrsstraßennetz an. In Perth sind außerdem die A9 (Polmont–Scrabster) und die A93 (Perth–Aberdeen) erreichbar.
Bereits im 19. Jahrhundert erhielt Methven einen eigenen Bahnhof entlang der Perth, Almond Valley and Methven Railway der Caledonian Railway. Der Bahnhof wurde aber zwischenzeitlich aufgelassen.